# John Cromwell
Elwood Dager Cromwell (23 de diciembre de 1886 – 26 de septiembre de 1979), conocido como John Cromwell, fue un actor, director y productor cinematográfico estadounidense.

## Biografía

### Carrera

#### Broadway
Nacido en Toledo, Ohio, Cromwell debutó como actor teatral en el circuito de Broadway de Nueva York con la adaptación de Marian De Forest de la novela Mujercitas (1912). La función fue un éxito y tuvo un total de 184 representaciones. Posteriormente dirigió The Painted Woman (1913), que fue un fracaso. A continuación interpretó y codirigió con Frank Craven el exitoso show Too Many Cooks (1914), representado en 223 ocasiones.
Cromwell interpretó a Charles Lomax en la producción original representada en Broadway de la pieza de George Bernard Shaw El comandante Bárbara (1915), y fue el Capitán Kearney en la versión de otra obra de Shaw, Captain Brassbound's Conversion (1916). Entre otras funciones, actuó en The Racket (1927), con un total de 119 representaciones. Al año siguiente, mientras la compañía interpretaba The Racket en Los Ángeles, Cromwell firmó un contrato con Paramount Pictures como actor y como estudiante de dirección.
Cromwell ganó en 1952 un Premio Tony por su actuación como John Gray en Point of No Return (1951), obra protagonizada por Henry Fonda. De sus papeles de William Shakespeare interpretados en Broadway, destacan los siguientes: Paris en Romeo y Julieta (1935), con Katharine Cornell y Maurice Evans en los papeles principales; Rosencrantz en Hamlet (1936), con puesta en escena y dirección de Guthrie McClintic, con John Gielgud en el papel del título, Judith Anderson como Gertrude, y Lillian Gish como Ofelia; y Lennox en Macbeth (1948), con Michael Redgrave en el papel principal, Flora Robson en el de Lady Macbeth, además de Julie Harris, Martin Balsam y Beatrice Straight.
En Broadway también interpretó al Hermano Martin Ladvenu en la producción que Katharine Cornell hizo de la obra Santa Juana (1936), y que fue dirigida por Guthrie McClintic. Así mismo fue Freddy Eynsford Hill en la versión que Cedric Hardwicke hizo de Pigmalión (1945), pieza interpretada por Gertrude Lawrence  y Raymond Massey.

#### Cine y televisión
Su debut en el cine llegó con el papel de Walter Babbing en la comedia The Dummy (1929), una cinta sonora interpretada por Ruth Chatterton, Fredric March, Jack Oakie y ZaSu Pitts. 
Su trabajo como codirector junto a A. Edward Sutherland en el musical romántico Close Harmony —protagonizado por Charles Rogers, Nancy Carroll, Harry Green, y Jack Oakie—, así como en el drama musical The Dance of Life (ambos estrenados en 1929), fue tan hábil que le permitió empezar a dirigir sin colaboración, siendo su primer film en solitario, The Mighty, producido ese mismo año y protagonizado por George Bancroft, donde Cromwell interpretaba a Mr. Jamieson.
Cromwell dirigió, entre otras, las siguientes cintas: Tom Sawyer (1930), con Jackie Coogan en el papel del título; Ann Vickers (1933), basada en la novela de Sinclair Lewis —protagonizada por Irene Dunne, Walter Huston, Conrad Nagel, Bruce Cabot y Edna May Oliver—, y Cautivo del deseo (Of Human Bondage, 1934), según la novela Servidumbre humana (Of Human Bondage, 1915) de W. Somerset Maugham, con Leslie Howard, Bette Davis y Frances Dee.
Las últimas dos películas fueron producidas por RKO Pictures, y ambas tuvieron problemas de censura. En la novela de Lewis, Ann Vickers defiende el control de natalidad y tiene una aventura extraconyugal. El guion fue finalmente aprobado por el Código Hays cuando el estudio aceptó dejar a Vickers como una mujer soltera, eliminando así las referencias al adulterio. En el caso de Cautivo del deseo, el guion era inaceptable porque la prostituta Mildred Rogers (interpretada por Davis), de la que se enamora el estudiante Philip Carey (encarnado por Howard), enferma de sífilis. La oficina de William H. Hays pidió que Mildred fuera camarera, que enfermara de tuberculosis y que al final se casara. RKO aceptó las condiciones para evitar pagar una multa de 25.000 dólares.
De su filmografía posterior, cabe destacar su trabajo como director en las películas reseñadas: Little Lord Fauntleroy (1936) con Freddie Bartholomew y Dolores Costello; El prisionero de Zenda (The Prisoner of Zenda, 1937), con Ronald Colman, Madeleine Carroll, Raymond Massey, Mary Astor, David Niven, y Douglas Fairbanks, Jr.; Algiers (1938), con Charles Boyer y Hedy Lamarr; Abe Lincoln in Illinois (1940), con Raymond Massey, Gene Lockhart y Ruth Gordon; Son of Fury: The Story of Benjamin Blake (1942), con Tyrone Power y Gene Tierney; Desde que te fuiste (Since You Went Away, 1944), con Claudette Colbert, Jennifer Jones, Joseph Cotten, Shirley Temple, Lionel Barrymore, Hattie McDaniel, Agnes Moorehead, Alla Nazimova y Keenan Wynn.
A continuación, y después de la Segunda Guerra, hay que citar, en primer lugar, Ana y el rey de Siam (Anna and the King of Siam, 1946), con Irene Dunne, Rex Harrison, Linda Darnell, Lee J. Cobb y Gale Sondergaard; seguida por Dead Reckoning (1947), con Humphrey Bogart y Lizabeth Scott. Luego, el drama carcelario Sin remisión (Caged, 1950). Y, finalmente, un valioso título de cine negro The Racket (Soborno, 1951), con Robert Mitchum, Lizabeth Scott y Robert Ryan, basado en una obra teatral que Cromwell había interpretado en Nueva York y en una gira; tuvo problemas en el rodaje.
Cromwell fue presidente del Sindicato de directores de Estados Unidos desde 1944 a 1946, y fue incluido en la lista negra de Hollywood desde 1951 a 1958 por sus simpatías políticas.
En 1977 Cromwell fue elegido por Robert Altman para hacer el papel de Mr. Rose en el filme 3 Women (1977), protagonizada por Shelley Duvall y Sissy Spacek, y el del Obispo Martin en A Wedding (1978), con Desi Arnaz, Jr., Carol Burnett, Geraldine Chaplin, Mia Farrow, Vittorio Gassman y Lillian Gish.

### Vida personal
Cromwell se casó cuatro veces. Sus esposas fueron la actriz teatral Alice Lindahl, fallecida a causa de una gripe en 1918, las también actrices Marie Goff y Kay Johnson, de las cuales se divorció, y la actriz Ruth Nelson, con la cual permaneció unido hasta su muerte. Con Kay Johnson tuvo dos hijos, uno de ellos el actor James Cromwell.
John Cromwell falleció el 26 de septiembre de 1979 en Santa Bárbara, California, a causa de una embolia pulmonar. Tenía 91 años de edad. Sus restos fueron incinerados.

## Filmografía
| Año  | Título                                           | Acreditado como | Acreditado como | Acreditado como                |
| Año  | Título                                           | Director        | Actor           | Personaje                      |
| ---- | ------------------------------------------------ | --------------- | --------------- | ------------------------------ |
| 1929 | The Dummy (El pelele)                            |                 | Sí              | Walter Babbing                 |
| 1929 | Close Harmony (Jazz band)                        | Sí              | Sí              | Portero                        |
| 1929 | The Dance of Life (La danza de la vida)          | Sí              |                 |                                |
| 1929 | The Mighty (El poderoso)                         | Sí              | Sí              | Mr. Jamieson                   |
| 1930 | Street of Chance                                 | Sí              | Sí              | Imbrie                         |
| 1930 | The Texan (Todo un hombre)                       | Sí              |                 |                                |
| 1930 | For the Defense (El acusador de sí mismo)        | Sí              | Sí              | Segundo reportero en el juicio |
| 1930 | Tom Sawyer (Las aventuras de Tom Sawyer)         | Sí              |                 |                                |
| 1931 | Scandal Sheet (Un reportaje sensacional)         | Sí              |                 |                                |
| 1931 | Unfaithful (Desengaño)                           | Sí              |                 |                                |
| 1931 | The Vice Squad                                   | Sí              |                 |                                |
| 1931 | Rich Man's Folly (¿Qué vale el dinero?)          | Sí              |                 |                                |
| 1932 | World and the Flesh (El tigre del mar negro)     | Sí              |                 |                                |
| 1933 | Sweepings (Honrarás a tu padre)                  | Sí              |                 |                                |
| 1933 | The Silver Cord                                  | Sí              |                 |                                |
| 1933 | Double Harness                                   | Sí              |                 |                                |
| 1933 | Ann Vickers                                      | Sí              |                 |                                |
| 1934 | Spitfire (Mística y rebelde)                     | Sí              |                 |                                |
| 1934 | This Man Is Mine                                 | Sí              |                 |                                |
| 1934 | Cautivo del deseo                                | Sí              |                 |                                |
| 1934 | The Fountain (Fiel y pecadora)                   | Sí              |                 |                                |
| 1935 | Village Tale                                     | Sí              |                 |                                |
| 1935 | Jalna                                            | Sí              |                 |                                |
| 1935 | I Dream Too Much (Canción de amor)               | Sí              |                 |                                |
| 1936 | Little Lord Fauntleroy (El pequeño lord)         | Sí              |                 |                                |
| 1936 | To Mary - with Love                              | Sí              |                 |                                |
| 1936 | Banjo on My Knee                                 | Sí              |                 |                                |
| 1937 | The Prisoner of Zenda (El prisionero de Zenda)   | Sí              |                 |                                |
| 1938 | The Adventures of Marco Polo                     | Sí              |                 |                                |
| 1938 | Algiers (Argel)                                  | Sí              |                 |                                |
| 1939 | Made for Each Other (El lazo sagrado)            | Sí              |                 |                                |
| 1939 | In Name Only (Dos mujeres y un amor)             | Sí              |                 |                                |
| 1940 | Abe Lincoln in Illinois                          | Sí              | Sí              | John Brown                     |
| 1940 | Victory                                          | Sí              |                 |                                |
| 1941 | So Ends Our Night                                | Sí              |                 |                                |
| 1942 | El hijo de la furia                              | Sí              |                 |                                |
| 1944 | Since You Went Away (Desde que te fuiste)        | Sí              |                 |                                |
| 1945 | The Enchanted Cottage (Su milagro de amor)       | Sí              |                 |                                |
| 1945 | Watchtower Over Tomorrow                         | Sí              |                 |                                |
| 1946 | Anna and the King of Siam (Ana y el rey de Siam) | Sí              |                 |                                |
| 1947 | Dead Reckoning (Callejón sin salida)             | Sí              |                 |                                |
| 1948 | Night Song                                       | Sí              |                 |                                |
| 1950 | Caged (Sin remisión)                             | Sí              |                 |                                |
| 1951 | The Company She Keeps                            | Sí              | Sí              | Policía                        |
| 1951 | The Racket (El soborno)                          | Sí              |                 |                                |
| 1957 | Top Secret Affair (Intriga femenina)             |                 | Sí              | General Daniel A. Grimshaw     |
| 1958 | The Goddess (La diosa)                           | Sí              |                 |                                |
| 1959 | The Scavengers (Los buitres de Macao)            | Sí              |                 |                                |
| 1961 | A Matter of Moral                                | Sí              |                 |                                |
| 1977 | 3 Women                                          |                 | Sí              | Mr. Rose                       |
| 1978 | A Wedding (Un día de boda)                       |                 | Sí              | Obispo Martin                  |